# Skåreberget
Skåreberget är en stadsdel i Karlstad.